# Solanum atropurpureum
Solanum atropurpureum är en potatisväxtart som beskrevs av Franz von Paula Schrank. Solanum atropurpureum ingår i släktet skattor som ingår i familjen potatisväxter. Inga underarter finns listade i Catalogue of Life.

## Bildgalleri

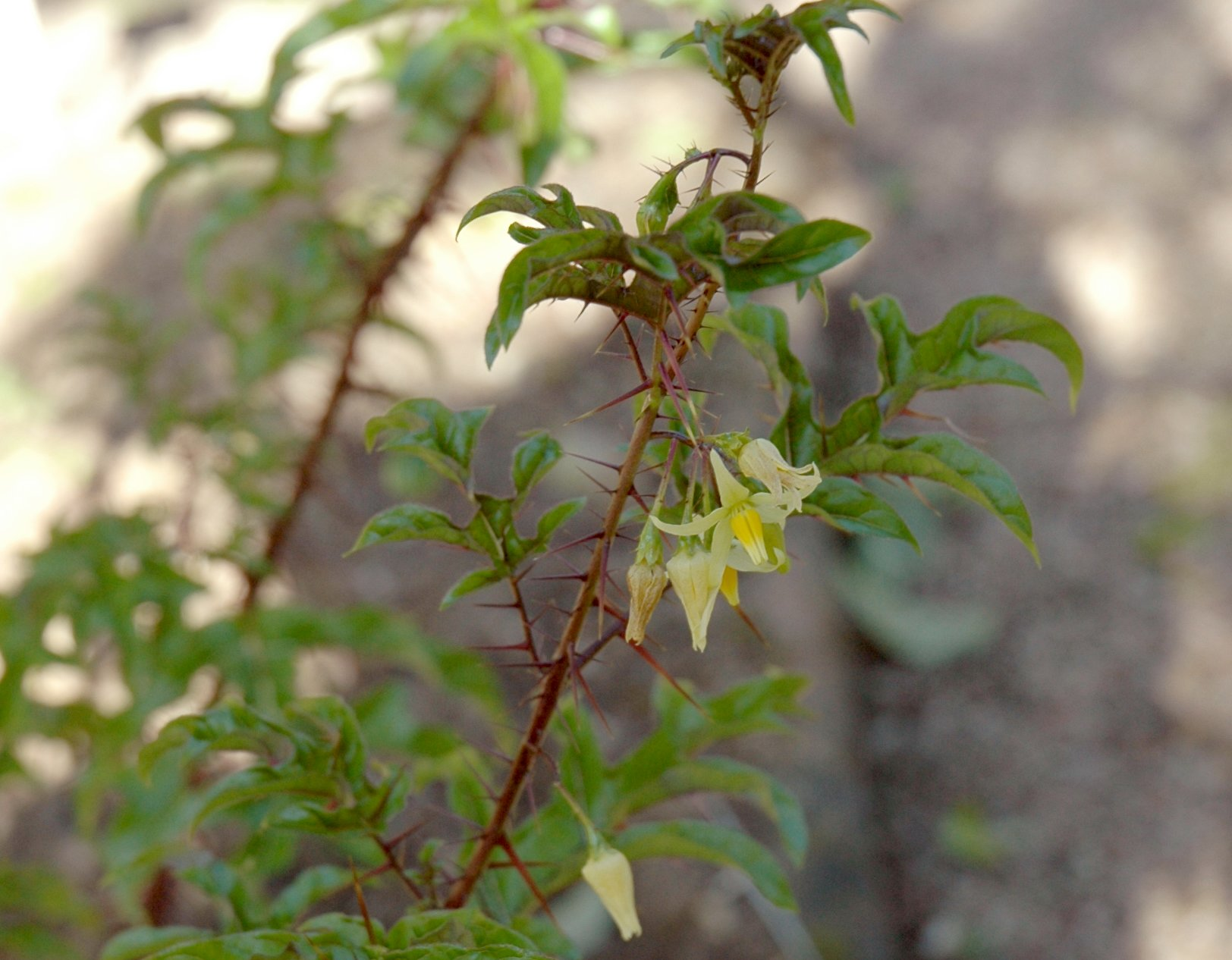
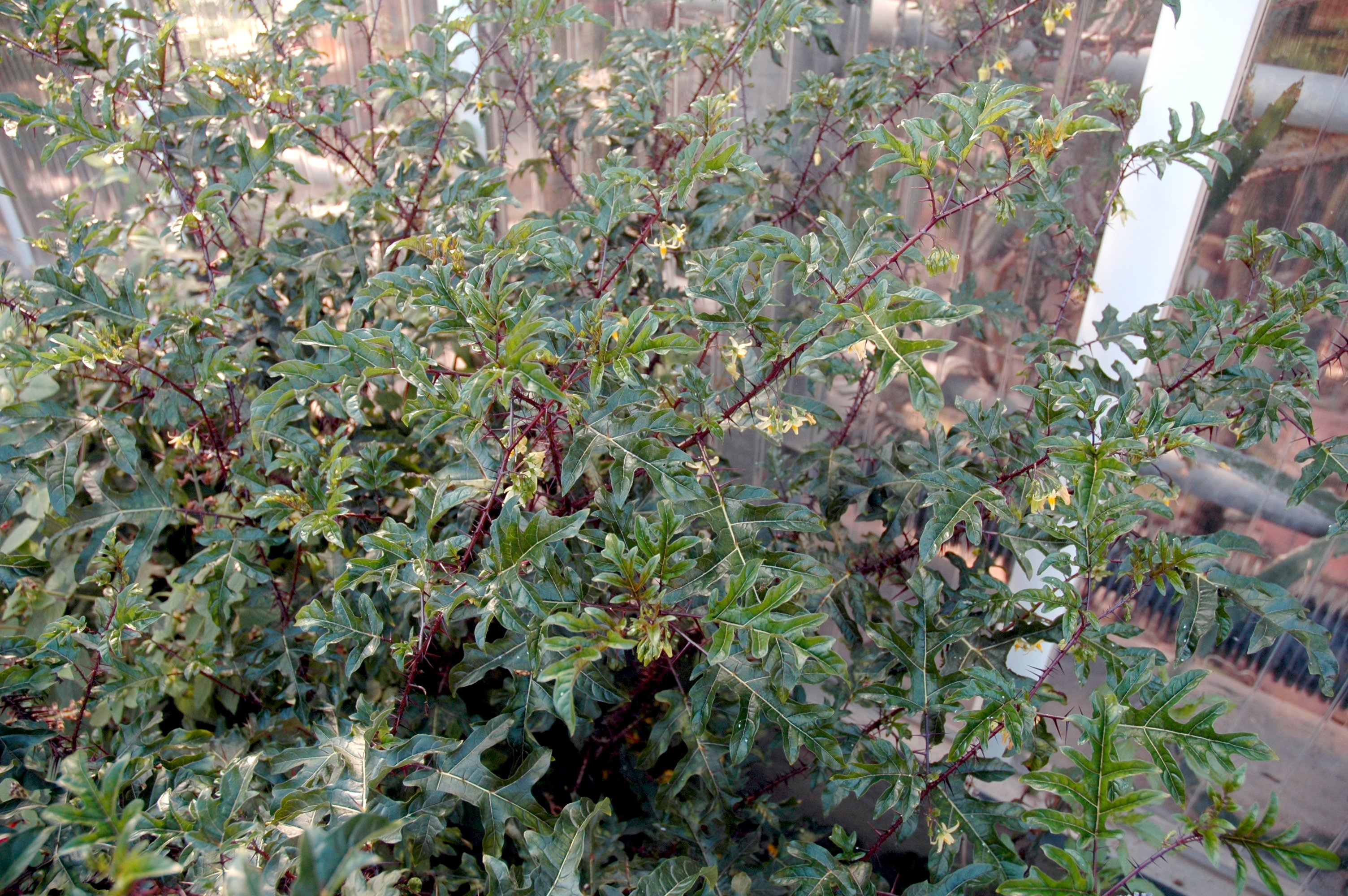
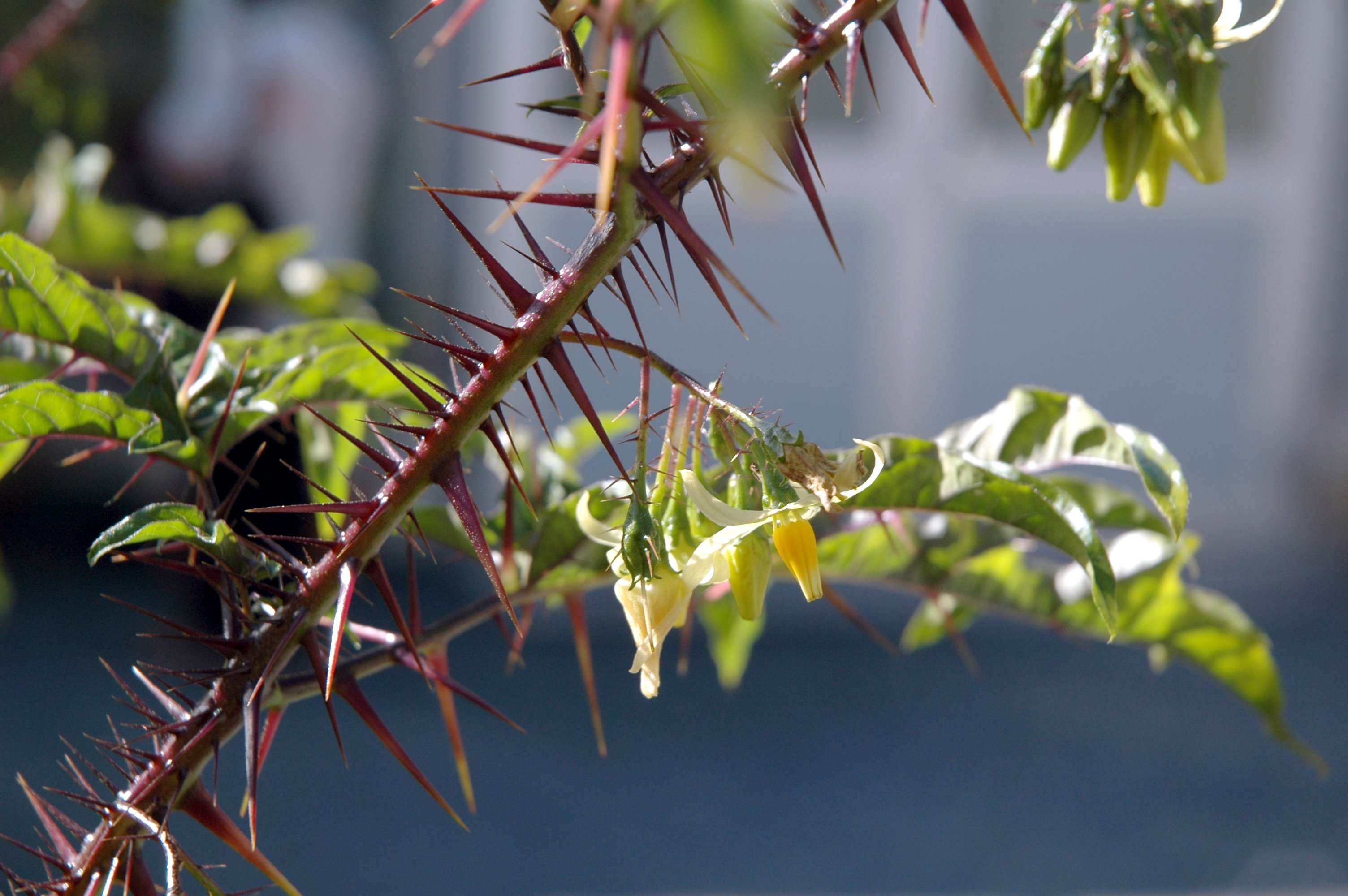
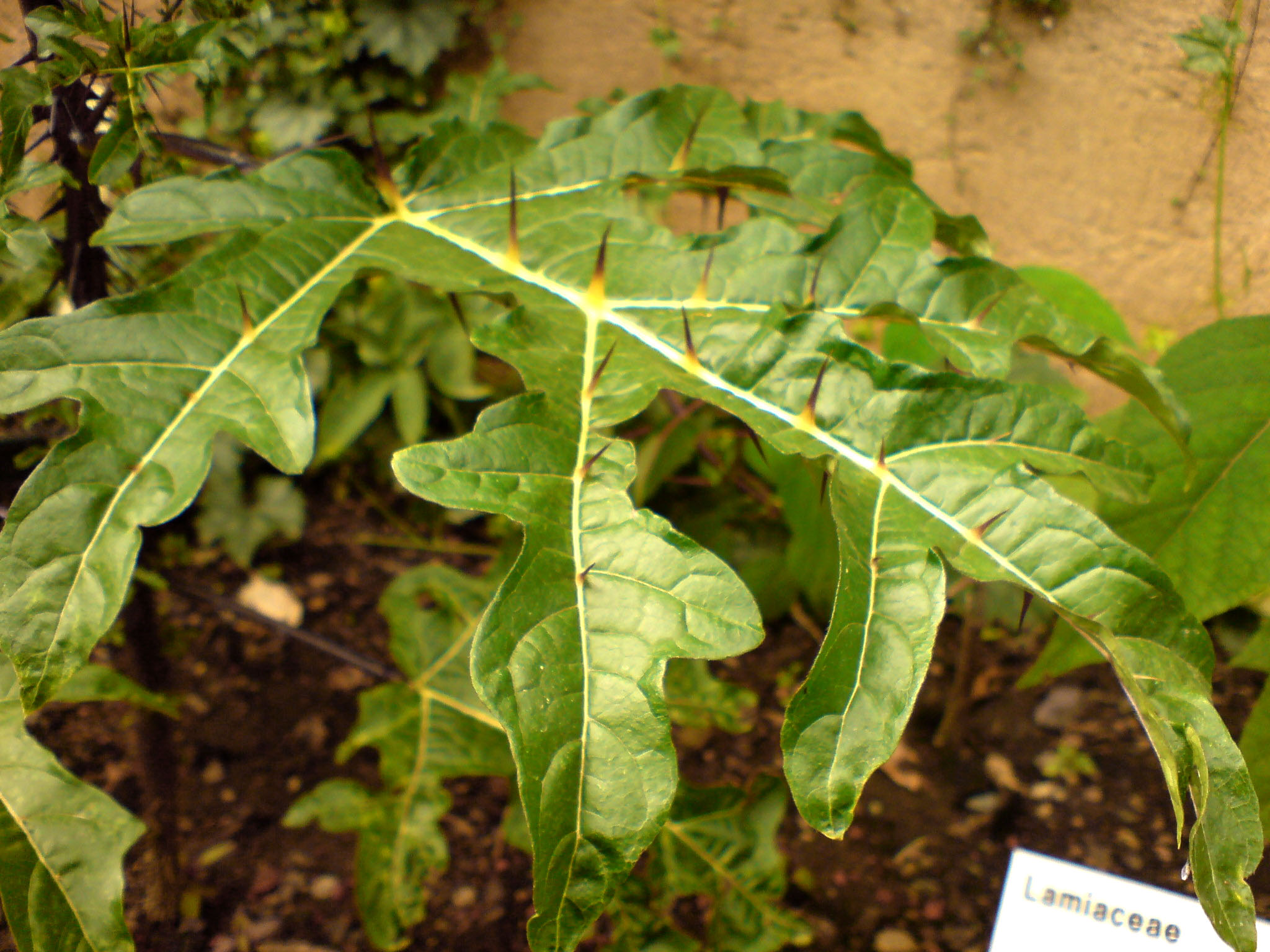
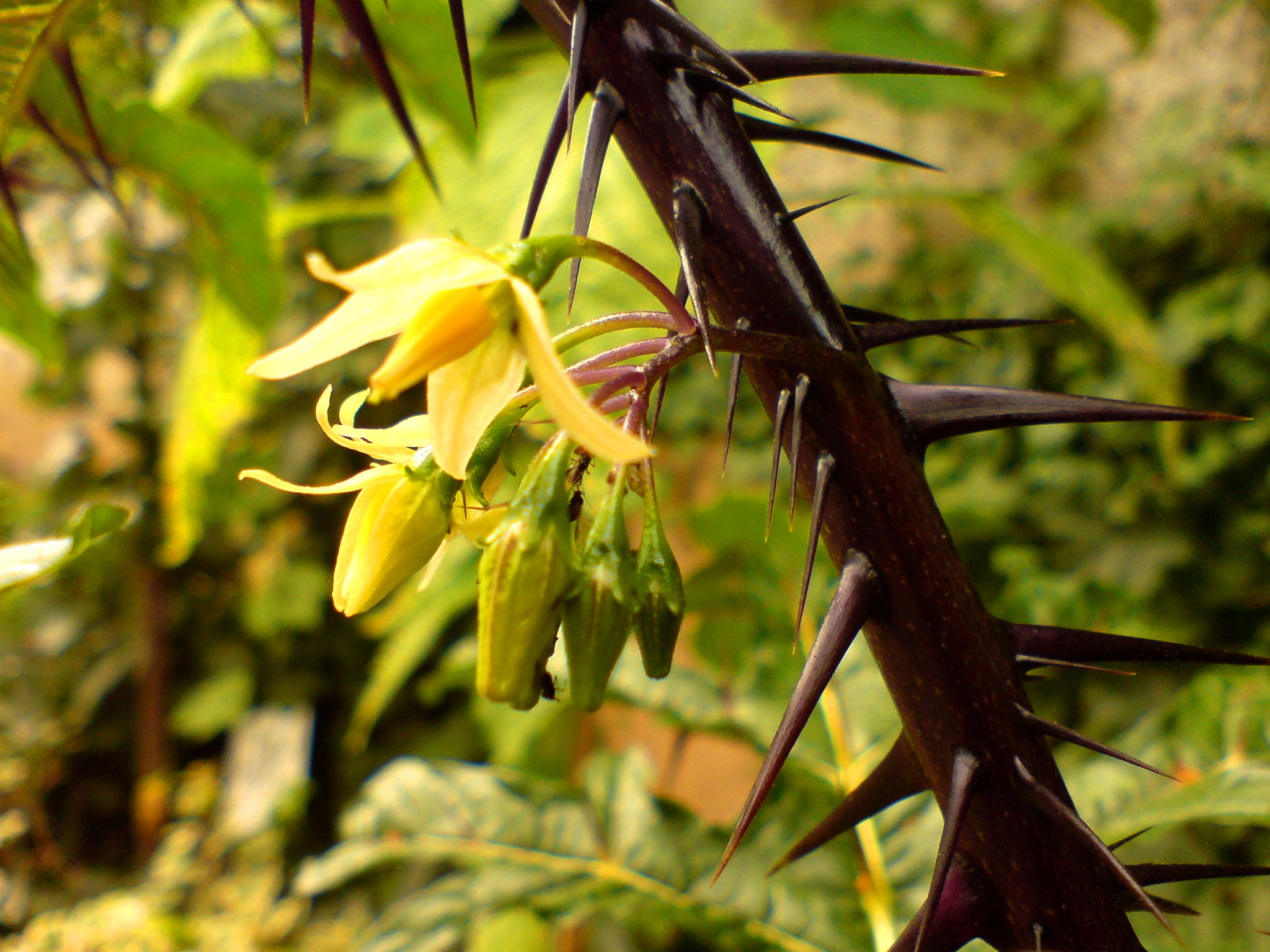
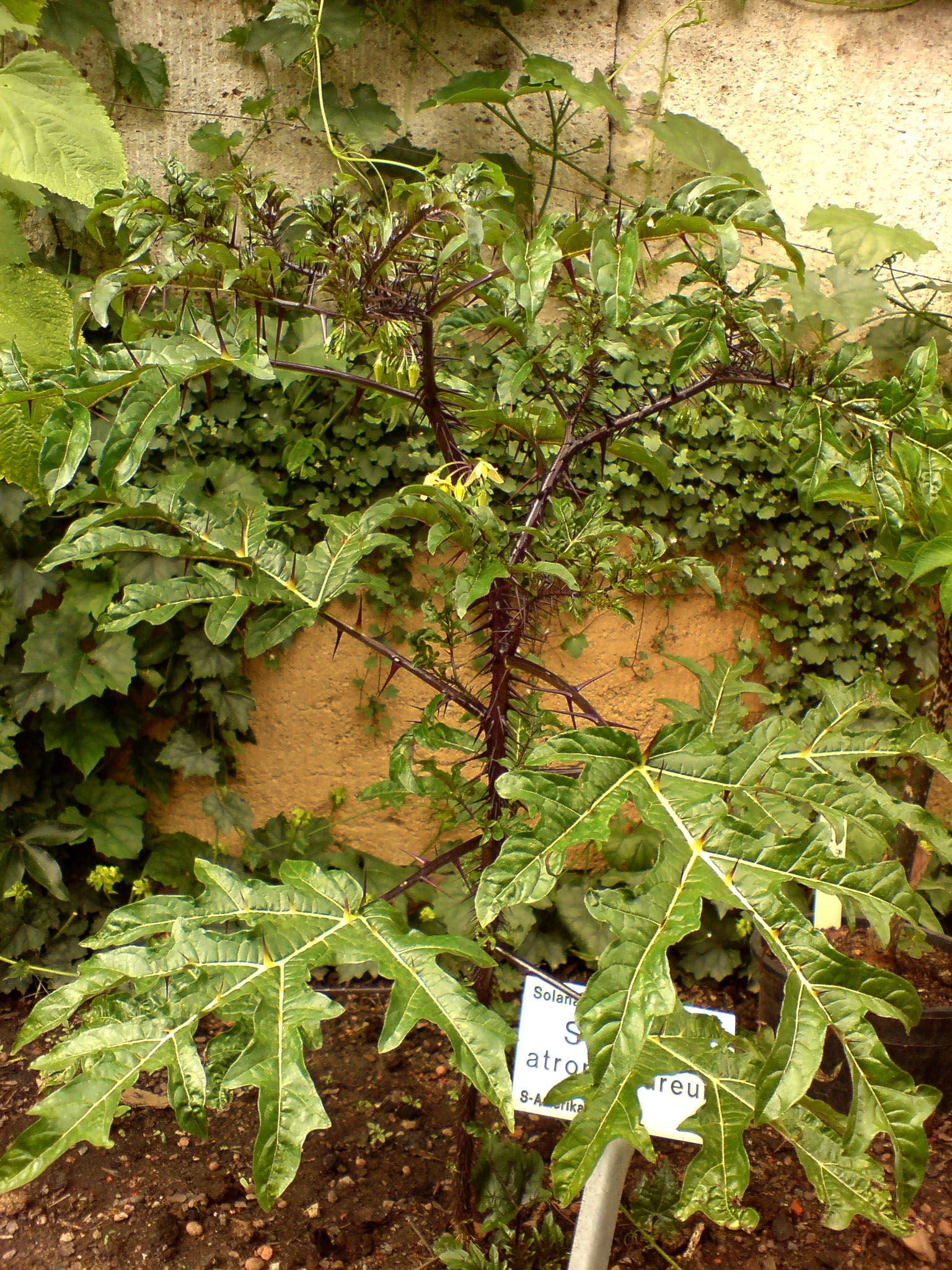